# Étienne Marcel

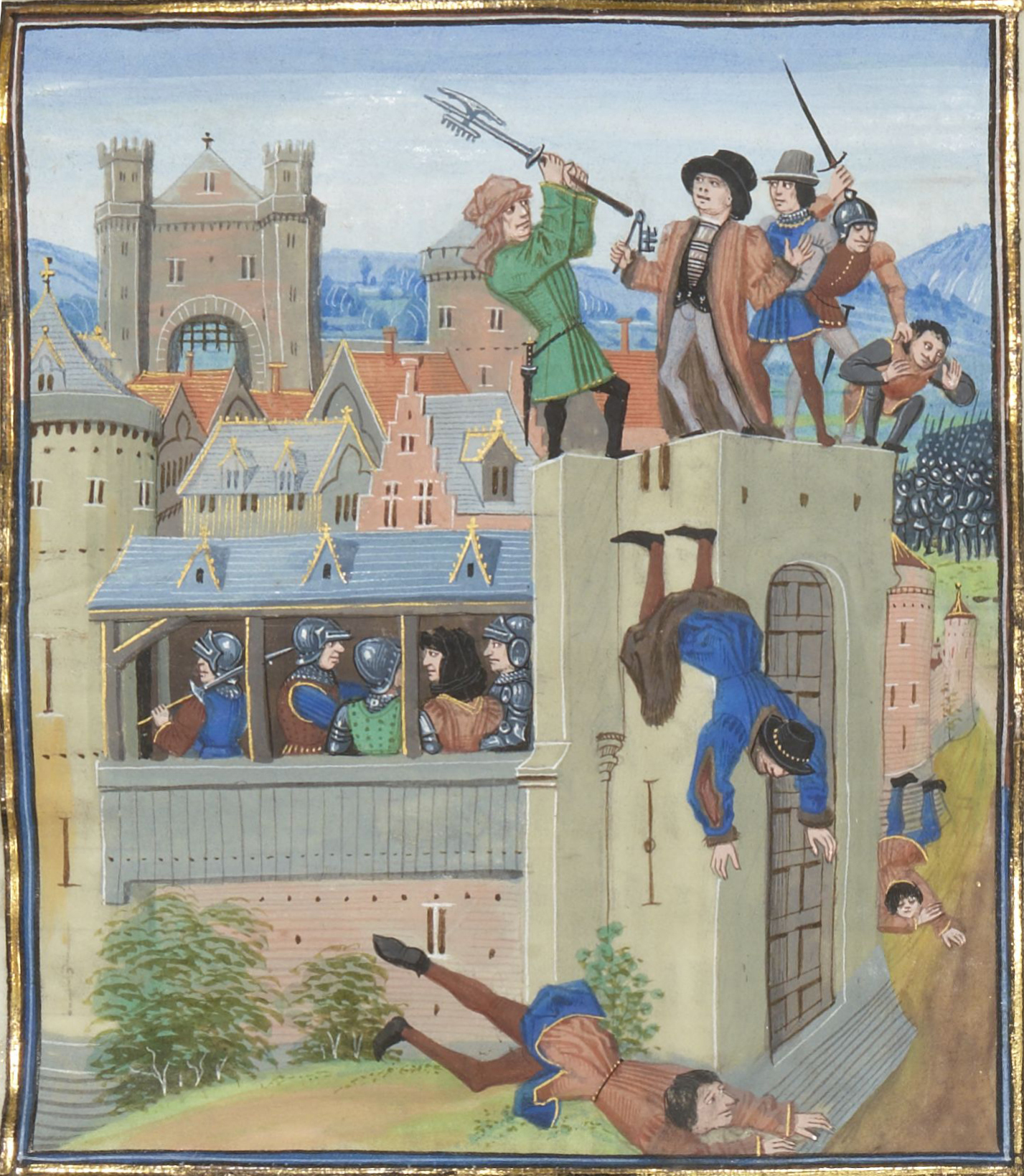
Étienne Marcel försökte slutligen fly från Paris, men flykten fick sitt blodiga slut utanför den kyrka vari några av hans offers kroppar låg. Medeltida manuskriptillustration.

Étienne Marcel, född mellan 1302 och 1310, död 31 juli 1358, var en medeltida parisisk revolutionär som lyckades ta makten i Paris och vända staden mot den sittande regeringen under kronprins Karl som regerade istället för sin far, Johan den gode.
Efter nederlaget vid slaget vid Poitiers den 19 september 1356 tvingades Johan den gode att leva i fångenskap i England, medan det föll på hans unge son, kronprins Karl, att reda upp riket efter katastroferna. I detta syfte samlade kronprinsen États-Generaux, ständerförsamlingen, i hopp om att finna ytterligare finansiering för rikets affärer. Men ständerna, ledda av Étienne Marcel, pressade på med omöjliga krav och situationen blev så svår att Marcel gjorde regelrätt uppror mot kronan den 22 februari 1358 och tog makten i Paris med sitt garde.
Kronprinsen hölls i Paris som en burfågel, men lyckades fly i mars och började samla en imponerande armé om uppemot 12 000 man mot staden som under tiden också blockerades. Vid samma tidpunkt bröt bonderesningen La Jacquerie ut i Nordfrankrike och Marcel försökte desperat söka rebellernas hjälp. Resningen slogs dock ned av adeln. Vidare sökte Marcel hjälp av Karl II av Navarra som också konspirerade mot kronan.
Paris stod snart under belägring av kungatrogna trupper, medan Étienne Marcels ologiska allianser med rikets fiender (förutom att alliera sig med Karl av Navarra och bonderesningen, konspirerade han även tillsammans med engelsmännen) stod stick i stäv med det ideal hans "revolution" skulle presentera, vilket endast var att sätta press på kronprinsen för reformer och delge kritik mot honom för att han inte försvarade Frankrike. Den 31 juli hade Paris fått nog av förrädaren och Étienne Marcel dödades av en ilsken folkhop vid Porte Saint-Antoine, när han själv försökte fly staden.